# 笹木俊志
笹木 俊志 （ささき しゅんじ、1941年〈昭和16年〉2月10日 - ）は、日本の俳優。京都府出身。身長175.5cm、体重78kg。

## 人物・略歴
- 免許・資格：普通自動車免許
- 特技：殺陣・乗馬
- 東映剣会のメンバー。他には福本清三・峰蘭太郎・木谷邦臣・司裕介・西山清孝・木下通博などが所属している。
- 好物は麺類。苦手なものはウナギ。趣味は釣りと映画鑑賞で「子供のころから洋画で育った」とのこと。

## 出演

### 映画
- 真田風雲録（1963年6月2日）- 交通整理される先兵たち
- 十兵衛暗殺剣（1964年10月14日）- 湖賊
- 大阪ど根性物語 どえらい奴（1965年10月24日）- 駕花の若い衆
- 兄弟仁義（1966年4月23日）- 鬼頭組若衆
- 十一人の侍 （1967年12月16日）
- 人間魚雷 あゝ回天特別攻撃隊（1968年1月3日）
- 極道（1968年3月5日）- 天野屋継承式の乾分
- 怪猫 呪いの沼（1968年7月12日）- 黒岩主膳の配下
- 緋牡丹博徒（1968年9月14日）- 武花組若衆
- 帰ってきた極道 （1969年）
- 日本暗殺秘録 （1969年）
- 監獄人別帳 （1970年） - 典獄E
- 女渡世人 （1971年） - あばた
- 仁義なき戦い （1973年） - 西谷英男（坂井組組員）
- 仁義なき戦い 広島死闘篇 （1973年） - 友田孝（村岡組若衆）
- 仁義なき戦い 代理戦争 （1973年）
- ポルノ時代劇 忘八武士道 （1973年） - 多門伝八郎
- 不良姐御伝 猪の鹿お蝶  （1973年） - 木崎
- やくざ対Gメン 囮 （1973年） - 秋田税関吏
- 釜ヶ崎極道 （1973年）
- やさぐれ姐御伝 総括リンチ （1973年） - 片目の男
- 山口組三代目 （1973年） - 田尻春吉
- まむしの兄弟 恐喝三億円 （1973年） - 警官
- 現代任侠史 （1973年） - 永井組若衆
- 仁義なき戦い 頂上作戦 （1974年） - 織田英士（武田組若衆）
- まむしの兄弟 二人合わせて30犯 （1974年） - 塚本の若い衆
- ジーンズブルース 明日なき無頼派 （1974年） - 賭場のチンピラ
- 山口組外伝 九州進攻作戦 （1974年） - 兵藤組若衆
- 殺人拳シリーズ
  - 激突! 殺人拳 （1974年） - 林伯仲
  - 殺人拳2 （1974年） - 伊原警部
  - 逆襲! 殺人拳 （1974年） - 横光
- 唐獅子警察 （1974年） - あばた面の男
- 極道VSまむし （1974年） - ダンプの運転手
- ザ・カラテ （1974年） - 慶間多豪
- ザ・カラテ2 （1974年） - 柳万鉄
- ザ・カラテ3 電光石火 （1975年） - 田宮
- 下苅り半次郎 (秘) 観音を探せ （1975年） - 堀田対馬守（若年寄）
- 激突! 合気道 （1975年） - 藤島
- 県警対組織暴力（1975年） - 佐山
- 暴動島根刑務所 （1975年） - 石塚和夫
- 神戸国際ギャング（1975年） - 病囚
- 強盗放火殺人囚 （1975年） - 神田
- 実録外伝 大阪電撃作戦（1976年） - 岡真吉
- 脱走遊戯 （1976年） - 看守
- 暴走パニック 大激突 （1976年） - 山中の兄
- 沖縄やくざ戦争 （1976年） - 桃原勇
- 愉快な極道 （1976年） - 山崎
- 女必殺五段拳 （1976年） - 大沢
- 狂った野獣（1976年） - 青木
- やくざの墓場 くちなしの花 （1976年） - 三宅昇
- 徳川女刑罰絵巻 牛裂きの刑 （1976年） - 人足
- 広島仁義 人質奪回作戦（1976年） - 刑事
- やくざ戦争 日本の首領 （1977年） - 関野健太郎
- 毒婦お伝と首斬り浅 （1977年） - 富山
- 大奥浮世風呂 （1977年） - 土屋采女
- 北陸代理戦争 （1977年） - 神明松男
- ピラニア軍団 ダボシャツの天 （1977年） - 金井
- 女獄門帖 引き裂かれた尼僧 （1977年） - 漁師
- 日本の仁義（1977年） - 山本雅也
- ドーベルマン刑事 （1977年） - ルガー・松川
- 仁義と抗争 （1977年）
- ゴルゴ13 九竜の首 （1977年、東映 / 嘉倫電影） - 主任刑事 立花 （警視庁 国際捜査共助課）
- 日本の首領 野望篇 （1977年） - 鹿田善行
- 柳生一族の陰謀 （1978年） - 木村助九郎
- 宇宙からのメッセージ （1978年）
- 沖縄10年戦争 （1978年） - 西那豪
- 赤穂城断絶 （1978年） - 矢村一真
- 水戸黄門 （1978年）
- その後の仁義なき戦い （1979年） - 若者B（下田正明）
- 影の軍団 服部半蔵 （1980年） - 石川美作
- 徳川一族の崩壊 （1980年） - 平野次郎
- 蒲田行進曲 （1982年、松竹）
- 制覇 （1982年） - 桜井（警察受付）
- 北の螢 （1984年、東映 / 俳優座映画放送） - 斉藤玄
- 大奥十八景 （1986年） - 弾弥十郎
- 極道の妻たち （1986年） - 矢田木進
- 極道の妻たちII （1987年）
- 極道の妻たち 最後の戦い （1990年）
- 激動の1750日 （1990年） - 沖本（脇田組幹部）
- 極道の妻たち 赫い絆 （1995年）
- はるか 素顔の19歳 （1995年、共和教育映画）
- オカンの嫁入り （2010年）
- 柘榴坂の仇討 （2014年、松竹）
- 太秦ライムライト （2014年）※ノンクレジット

### テレビ作品
- 新選組血風録 第18話「油小路の決闘」（1965年11月7日、NET） - 酔った若侍
- 俺は用心棒 第1シリーズ 第17話「網の目の中」（1967年、NET）
- 仮面の忍者 赤影 （KTV / 東映）
  - 第1部 金目教篇 第1話「怪物蟇法師」（1967年4月5日）- 甲賀下忍
  - 第3部 根来篇 第1話「根來十三忍」（1967年10月4日）- 弾正の家来
- 待っていた用心棒 （NET / 東映）
  - 第5話「湯島裏の女」（1968年2月26日）
  - 第17話「淀の川風」（1968年5月20日）
  - 第25話「ただ一人の女」（1968年7月15日）
- 帰って来た用心棒 （1968年、NET / 東映）
  - 第13話「風の泣く里」
  - 第18話「逃げて来た女」
- 素浪人 花山大吉 （NET / 東映）
  - 第6話「若様はおからが好きだった」（1969年2月8日） - 新八
  - 第32話「伜にゃ過ぎた嫁だった」（1969年8月9日） - 子分
  - 第78話「二人揃って足出した」（1970年6月27日） - 浪人
- 妖術武芸帳 第1話「怪異妖法師」（1969年3月16日、TBS）
- あゝ忠臣蔵 第34話「決断の時来たる」（1969年11月22日、KTV）
- 天を斬る （1969年、NET）
- 燃えよ剣 第21話「波の入り日」（1970年、NET / 東映） - 薩摩軍幹部
- 銭形平次 （CX / 東映）
  - 第295話「餅搗き音」（1971年12月29日） - 弥助
  - 第483話「親父はつらいよ」（1975年8月15日） - 深沢
  - 第707話「青柳同心、恋す」（1980年2月20日）
- 新選組 （1973年、KTV / 東映）
  - 第3話「沖田総司を狙う刺客たち」
  - 第19話「鳥羽伏見の戦い（後編）」
- 水戸黄門シリーズ (TBS / C.A.L)
  - 第4部
    - 第7話「消えた雛人形 -新発田-」（1973年3月5日）
    - 第8話「忍び狩り -米沢-」（1973年3月12日） - 隠密

  - 第5部
    - 第1話「水戸黄門 ‐江戸-」（1974年4月1日） - 役人
    - 第19話「親恋し娘巡礼 -今治-」（1974年8月12日）
    - 第25話「黄門爆殺計画 -長崎-」、第26話「福江城の対決 -五島-」（1974年9月23、30日） - 玄竜配下

  - 第7部
    - 第6話「武士道無明 -盛岡-」（1976年6月28日）
    - 第21話「江戸から来た密使 -新発田-」（1976年10月11日）
    - 第27話「真実に命をかけて -松本-」（1976年11月22日）

  - 第8部
    - 第13話「芝居になった漫遊記 -伊勢-」（1977年10月10日） - 伝兵衛の子分
    - 第23話「黄門さまは時の氏神 -大洲-」（1977年12月19日） - 木樵

  - 第9部
    - 第8話「荒野の襲撃 -三戸-」（1978年9月25日）
    - 第11話「過去をもつ男 -酒田-」（1978年10月16日）

  - 第10部
    - 第8話「関所の沙汰は銭次第 -新居-」（1979年10月1日） - 勘兵衛の子分
    - 第22話「赤い財布の恩返し ‐馬籠‐」（1980年1月14日） - 源兵衛の子分
    - 第23話「めざす敵はお殿様 -高遠-」（1980年1月21日） - 熊五郎の子分

  - 第11部 第25話「胸に悲願の裏切り者 -佐倉-」（1981年2月2日） - 子分
  - 第12部
    - 第19話「初春姫君替え玉騒動 -姫路-」（1982年1月4日） - 門番
    - 第22話「秘伝の薬で悪退治 -富山-」（1982年1月25日） - 音松
    - 第27話「瞼の母娘にめぐる春 -江戸・水戸-」（1982年3月1日） - 藩士

  - 第13部
    - 第6話「おん宿割鍋にとじ蓋 -島田-」（1982年11月22日） - 又七
    - 第16話「死を賭けた裏切り -鳥取-」（1983年1月31日） - 黒木
    - 第21話「身替り八兵衛お殿様 -唐津-」（1983年3月7日） - 権八

  - 第14部
    - 第1話「水戸黄門 -水戸・江戸-」（1983年10月31日） - 隼人の配下
    - 第6話「恩讐越えたこけし人形 鳴子-」（1983年12月5日） - 政吉
    - 第19話「悪を懲らした喧嘩友達 -会津-」（1984年3月5日） - 勘兵衛
    - 第25話「酒に溺れた黄金の腕 -金沢-」（1984年4月16日） - 黒木甚八

  - 第15部
    - 第1話「謎の美剣士 隠密旅 -高松-」（1985年1月28日） - 宿改めの役人
    - 第7話「無法を砕く大草原の血闘 -阿蘇-」（1985年3月11日） - 権次
    - 第14話「めざす敵は仁術医者 –浜田–」（1985年4月29日） - 弥五郎の子分
    - 第18話「無念晴らした槍の仇討ち -福山-」（1985年5月27日） - 門弟
    - 第19話「父娘救った主君の鎧 -備中松山-」（1985年6月3日） - ごろつきA
    - 第29話「宿場救った孤独の十手 -中津川-」（1985年8月12日） - 源八郎の仲間
    - 第32話「中馬を狙った野盗の罠 -松本-」（1985年9月2日） - 為造

  - 第16部
    - 第2話「闇に仕掛けた皆殺しの罠 -府中-」（1986年5月5日） - 紋次
    - 第17話「正義運んだ七里飛脚 -松江-」（1986年8月18日） - 役人
    - 第20話「九谷焼に賭けた兄弟愛 -大聖寺-」（1986年9月8日） - 家臣
    - 第22話「欲望渦巻く悪鬼の砦 -糸魚川-」（1986年9月22日） - 山賊
    - 第24話「母恋し涙の角兵衛獅子 –新発田–」（1986年10月6日） - 長岡屋の手下

  - 第17部 第3話「炎に浮かぶ凶賊の罠 -甲府-」（1987年9月14日） - 悪兵衛の手下
  - 第18部
    - 第3話「黄門様が用心棒 -粕壁-」（1988年9月26日）
    - 第10話「仇討ち木曽節仁義 -木曽福島-」（1988年11月14日）
    - 第24話「黄門様は行方不明 -水口-」（1989年2月27日） - 熊五郎の子分

  - 第19部
    - 第12話「仇討ち悲願の名人芸 -一関-」（1989年12月11日）
    - 第25話「大工修行で悪退治 -松本-」（1990年3月19日）

  - 第20部
    - 第2話「水晶守った怒りの十手 -甲府-」（1990年10月29日）
    - 第14話「湯煙り義侠の助太刀 -松山-」（1991年2月11日） - 鬼寅の子分
    - 第43話「男意地気の離縁状 -一関-」（1991年9月2日） - 義平

  - 第21部
    - 第3話「頑固比べで縁結び -小浜-」（1992年4月20日） - 役人
    - 第13話「鬼と呼ばれた母の真実 -延岡-」（1992年6月29日） - 神楽の大吉の子分
    - 第18話「悪を蹴散らす神楽面 -備中松山-」（1992年8月3日） - 丑蔵の子分

  - 第22部
    - 第5話「陰謀渦巻く大井川 -島田-」（1993年6月14日） - 刺客
    - 第20話「酔いどれ十手が悪を絶つ -小倉-」（1993年9月27日） - 寅吉
    - 第25話「夢の中で若旦那 -鳥取-」（1993年11月1日） - 役人
    - 第30話「黄金の島の鬼退治 -佐渡-」（1993年12月6日） - 安吉

  - 第23部
    - 第2話「育ての父は鷹匠 -大宮-」（1994年8月8日） - 刺客
    - 第5話「涙でついた母の嘘 -追分-」（1994年8月29日） - 権蔵の子分
    - 第13話「姫様狙う悪の罠 -福井-」（1994年10月31日） - 雲助
    - 第17話「娘涙の仇討悲願 -津山-」（1994年11月28日） - 津山藩士
    - 第19話「悲願叶えた高麗人参 -松江-」（1994年12月12日） - 男
    - 第38話「悪が群がる御用金 -甲府-」（1995年5月1日） - 内田

  - 第24部
    - 第5話「母と名乗れぬ女の涙 -桑名-」（1995年10月16日） - やくざ
    - 第11話「悪を懲らした大予言 -松山-」（1995年11月27日） - 役人
    - 第15話「仇を探す飴売り娘 -熊本-」（1995年12月25日） - 岩造の子分
    - 第24話「慕う坊やに娘の真心 -高岡-」（1996年3月4日） - 奉行配下
    - 第30話「欲望渦巻くお留山 -秋田-」（1996年4月22日） - 熊五郎の子分

  - 第29部 第17話「酒と涙と隠居と女将 -高遠-」（2001年7月23日）
  - 第30部 第7話「津軽と南部 両藩公に物申す! -津軽-」（2002年2月18日）
  - 第31部 第10話「ドカーンと一発悪退治 -大和-」（2003年12月16日）
  - 第32部 第17話「老公を叱った娘漁師 -磐城-」（2003年12月8日） - 御用人
  - 第33部
    - 第21話「男意気地の恩返し -村上-」（2004年9月13日） - 重役
    - 第22話「大対決! 八百八町は日本晴れ -江戸-」（2004年9月20日） - 淡野肥禅守 ※ノンクレジット

  - 水戸黄門 1000回記念スペシャル（2003年12月15日） - 薩摩藩士
  - 第35部
    - 第4話 10月31日 湯の町守る孤独な正義 -道後-」（2005年10月31日） - 幸兵衛
    - 第11話 12月19日 刀の鍔で結ばれた愛 -熊本-」（2005年12月19日） - 森泉水
    - 第18話 2月20日 脱藩者は老公に瓜二つ -佐伯-」（2006年2月20日） - 熊五郎

  - 第36部 第8話「助っ人アキの越後獅子 -福井-」（2006年9月11日） - 留吉
  - 第37部
    - 第8話「嘘泣き父子の二人旅 -久保田-」（2008年5月28日） - 飯屋の主人
    - 第15話「三下り半は御免蒙る -宮古-」（2008年7月16日） - 元木屋

  - 第38部 第16話「太鼓叩きゃ出るホコリ -諏訪-」（2008年5月5日） - 役人
  - 第41部 第7話「にせ者殺到!孫探し -鳥羽-」（2010年5月24日）
  - 第42部
    - 第2話「許すな相撲をけがす奴 -諏訪-」（2010年10月18日）
    - 第15話「内蔵助殿、助太刀致す -赤穂-」（2011年1月31日） - 侍

  - 第43部 第5話「女スリがさがした秘密 -三島-」（2011年8月1日）
  - 最終回スペシャル（2011年12月19日） - 警固役人
  - 水戸黄門スペシャル(2015)（2015年6月29日）
  - 水戸黄門 第1シリーズ 第5話「硯の里の仇討ち -雄勝-」（2017年11月1日、BS-TBS） - 小出与左衛門
- 江戸を斬る (TBS / C.A.L)
  - 江戸を斬る 梓右近隠密帳
    - 第8話「喜内のにわか彦左」（1973年）
    - 第25話「反乱前夜」（1974年）

  - 江戸を斬るVII
    - 第17話「闇を走る暗殺集団」（1987年） - 音次
    - 第29話「血染めの遠山桜」・第30話「天下を救う名裁き」（1987年） - 鮫吉

  - 江戸を斬るVIII
    - 第1話「江戸を斬る」（1994年1月31日）
    - 第17話「仮面の下で笑う奴」（1994年）
- いただき勘兵衛旅を行く 第5話「小判の夢が散ったとさ」（1973年、MBS） - 浪人
- 運命峠 （KTV / 東映）
  - 第1話「天を斬る剣」（1974年10月4日）
- 大岡越前 (TBS / C.A.L)
  - 第4部
    - 第20話「天下を盗る -後編-」（1975年2月17日）
    - 第22話「人情雛裁き」（1975年3月3日）

  - 第5部
    - 第10話「殴り込み仁術」（1978年4月10日）
    - 第18話「長屋住いの御奉行様」（1978年6月5日）
    - 第26話「目黒に消えた公方様」（1978年7月31日） - 影供

  - 第7部 第3話「相合傘の女」（1983年5月2日）
  - 第8部 第1話「大岡越前」（1984年7月16日）
  - 第9部
    - 第6話「探した我が子は女掏摸」（1985年12月2日）
    - 第10話「夫婦の絆は値千両」（1985年12月30日） - 岩吉
    - 第15話「姉恋し手鎖道中」（1986年2月3日）
    - 第23話「兵助に隠し子がいた！」（1986年3月31日）

  - 第10部
    - 第8話「医者は悪事の隠れみの」（1988年4月18日）
    - 第25話「亡霊に狙われた男」（1988年8月22日）

  - 第11部
    - 第9話「釣った獲物は千両箱」（1990年6月18日） - 源造
    - 第13話「南蛮お化け屋敷の謎」（1990年7月16日）

  - 第12部 第24話「相合い傘に潜む罠」（1992年3月30日）
  - 第13部
    - 第1話「大岡越前」（1992年11月16日）
    - 第15話「河童にさらわれた若旦那」（1993年2月22日）
    - 第19話「両刃が抉る復讐の謎」（1993年3月22日） - 塩崎の用人

  - 第14部
    - 第3話「将軍様は金魚迷惑」（1996年7月1日）
    - 第20話「恥ずべき行い」（1996年11月4日） - 松五郎

  - 第15部
    - 第4話「鬼を生き返らせた名医」（1998年9月14日） - 隠居
    - 第10話「信じるこころ」（1998年11月16日）
- 賞金稼ぎ （1975年、NET / 東映）
  - 第14話「追跡者のメロディー」 - 高岡藩士
  - 第17話「血と砂のブルース」 - 賞金首の修験者
- 遠山の金さん（NET→ANB / 東映） 
  - 第1シリーズ （1976 - 1977年）- 北町同心（セミレギュラー）
  - 第2シリーズ 第28話「地獄極楽  蛇の目傘」（1979年） - 弥造
- 桃太郎侍 （NTV / 東映）
  - 第22話「あに、おとうとめぐり会う日に」（1977年3月6日）
  - 第38話「甘い言葉に罠がある」（1977年6月26日） - やくざ
  - 第40話「男ごころの茶碗酒」（1977年7月10日）
  - 第45話「からくり武士道」（1977年8月14日） - 高木
  - 第55話「子つばめ騒動記」（1977年10月23日）
  - 第60話「虹をつかんだお姫さま」（1977年11月27日）
  - 第112話「紅い花散る地獄旅」（1978年12月3日）
  - 第123話「別れに泣いた信州路」（1979年2月25日）
  - 第150話「オーイ! 出てこい三千両」（1979年9月2日）
  - 第153話「父の敵は桃太郎」（1979年9月23日）
  - 第184話「いかさま武士道」（1980年4月27日）
  - 第194話「大江戸娘番長」（1980年7月6日）
  - 第235話「海路はるばる喧嘩旅」（1981年4月19日）
  - 第243話「阿波から天女がやって来た」（1981年6月14日）
  - 第253話「すずめ　涙の花嫁衣裳」（1981年8月23日）
- 人形佐七捕物帳 （1977年、ANB / 東映） 
  - 第3話「呪われた錦絵美人」 - 同心
  - 第10話「罪をかぶった罪」 - 例繰り方
  - 第17話「怨霊を呼ぶ蛍屋敷」 - 同心
  - 第24話「他人の名で死ぬ男」 - 同心
  - 第30話「毒蛇に噛まれた心」 - 辰の父親
- 大都会シリーズ（NTV / 石原プロ）
  - 大都会 PARTII
    - 第12話「人質射殺7.PM」（1977年6月21日） - 谷川
    - 第22話「最後の戦場」(1977年8月30日) - 常山

  - 大都会 PARTIII 第15話「報復」（1979年） - 前田組幹部・中井
- 柳生一族の陰謀 （KTV / 東映）
  - 第7話「悪霊の城」（1978年） - 高遠からの使者
  - 第26話「幽霊船と消えた三十人」（1979年） - 真鶴の家来
  - 第34話「やわ肌の秘密」（1979年）
- 暴れん坊将軍シリーズ （ANB / 東映）
  - 吉宗評判記 暴れん坊将軍
    - 第3話「命を的の一番纏」（1978年） - 虎五郎の配下
    - 第13話「嵐を呼んだ江戸土産」（1978年4月8日） - 牢番
    - 第14話「黄金のからす札」（1978年4月15日） - 牢番
    - 第18話「江戸一番の乱れ打ち」（1978年5月13日） - やくざ
    - 第27話「柳生一族を斬る女」（1978年5月13日） - 佐良紋十郎
    - 第34話「嵐の中に舞う女」（1978年5月13日） - 牢番
    - 第41話「切腹!酒呑み代官」（1978年5月13日） - 又吉
    - 第49話「生かす殺すは筆一本!」（1979年） - 人足
    - 第53話「からくち一番!母子酒」（1979年） - 浪人
    - 第57話「百鬼・一刀両断」（1979年） - 旗本
    - 第63話「一六勝負に散った花」（1979年） - 清次
    - 第68話「涙のにせ訴状」（1979年） - 尾形
    - 第72話「紅花で染めた復讐」（1979年） - 財田兵馬
    - 第81話「姿なき勇士たち」（1980年） - 河村兵介
    - 第85話「富士が見ていたあばれ槍」（1980年） - 加地
    - 第90話「奮戦! 辰五郎先生」（1980年） - 近藤作之介
    - 第100話「天下御免のにせ将軍」（1980年） - 権太
    - 第107話「あわれ、女お庭番」（1980年） - 駕人足
    - 第109話「天下晴れてのつまみ喰い」（1980年） - 松山
    - 第133話「聞いてちょ! 爺ちゃん若様評判記」（1980年） - 桂木
    - 第138話「箱根小しぐれ なさけ雨」（1980年） - 大八
    - 第143話「俺は天下の鼻つまみ」（1981年） - ごろんぼ
    - 第147話「め組が架けた恋の橋」（1981年） - 渡り仲間
    - 第164話「心の鎖は人情で裂け!」（1981年） - 与次郎
    - 第183話「かりそめに咲く夜の花」（1981年） - 中間
    - 第197話「河豚より怖し小判鮫」（1982年） - 権太

  - 暴れん坊将軍II
    - 第2話「紅蓮の炎に鬼を見た!」（1983年） - 松造
    - 第9話「女泣かせの付けぼくろ」（1983年） - 銀次
    - 第31話「次郎吉 涙の恋泥棒!」（1983年） - 清六
    - 第48話「初午に燃えた江戸っ子神輿」（1984年） - 銀平
    - 第69話「さらば百人力の片想い!」（1984年） - 丑松
    - 第86話「吉宗、ざん悔の鬼剣舞!」（1984年） - やくざ
    - 第95話「心やさしき仇討選手」（1985年） - 近藤三十郎
    - 第112話「新様まいる、おてふ恋日記」（1985年） - 佐渡吉
    - 第120話「“にが手”は恋の指南役!」（1985年） - 浪人
    - 第130話「鬼を背負った押しかけ亭主!」（1985年） - 若尾逸平
    - 第153話「あかりが欲しい！恋の辻占」（1986年） - ならず者（一）
    - 第162話「にわか侍、破廉恥武士道!」（1986年） - 中島甚八
    - 第166話「夫婦飛脚の夢だより!」（1986年） - 黒川
    - 第183話「爆破! 人質は八百八町」（1987年） - 江戸仙八郎
    - 第188話「俺がまことの吉宗だ!」（1987年） - 福間

  - 暴れん坊将軍III
    - 第1話「吉宗初暴れ! 少女涙の訴え状」（1988年） - 巳之吉
    - 第9話「炎に消えた女囚!」（1988年） - 才蔵
    - 第14話「春の宴に舞う女」（1988年） - 盗っ人
    - 第22話「二人の新之助」（1988年） - 源内
    - 第37話「魔性の女の涙雨」（1988年） - 猿丸
    - 第39話「帰ってきた風小僧」（1988年） - 用心棒
    - 第75話「痛快! 天下を正す目安箱」（1989年） - 井田
    - 第98話「幼きいのち なみだ旅!」（1989年） - 同心
    - 第110話「死闘、護持院ヶ原の果し状」（1990年） - 火盗方与力
    - 第123話「愛の漁火、九十九里に消えて」（1990年） - 植村義直
    - 第124話「流転笠、江戸のつむじ風」（1990年） - 代官所役人

  - 暴れん坊将軍IV
    - 第3話「春の嵐、江戸城刃傷事件」（1991年） - 与力
    - 第10話「天下御免のくいしん坊侍」（1991年） - 水野
    - 第28話「吉宗を狙う女剣士」（1991年） - 平石三五郎
    - 第33話「頑張れ! 登城拒否侍」（1991年） - 守山主膳
    - 第48話「春一番! 天狗の子がやって来た」（1992年） - 炭田
    - 第59話「炎上! 銃口に立つ大岡越前!」（1992年） - 喜三郎
    - 第63話「情けに泣いた復讐鬼!」（1992年） - 人足頭

  - 暴れん坊将軍V
    - 第20話「悪人志願の娘」（1993年） - 牢名主
    - 第32話「紀州から来た刺客」（1993年） - 文吉
    - 第44話「春を呼んだ喧嘩そば!」（1994年） - 安永

  - 暴れん坊将軍VI
    - 第1話（SP）「吉宗潜入! 謀略の城　偽将軍宣下を阻止せよ!」（1994年）
    - 第8話「め組が運んだ涙の訴状」（1994年） - 徒目付
    - 第12話「人情落語長屋」（1994年） - 抜荷の男
    - 第13話「母と子の南部牛追い唄」（1995年） - 用賀
    - 第18話「母恋い人形、やじろべえ」（1995年） - 安井逸平
    - 第33話「女賞金稼ぎ 修羅の花道!」（1995年） - 土井相太郎
    - 第42話「黄金地蔵が呉れたお母ちゃん」（1995年） - 森源之助

  - 暴れん坊将軍VII
    - 第8話「初手柄!おぶんの大奥退治」（1996年） - 浪人
    - 第16話「め組の喧嘩! 二人の女房」（1997年） - 室田陣十郎

  - 暴れん坊将軍IX
    - 第13話「襲われた寝室!吉宗を狙うお姫様」（1999年） - 筧左馬之介

  - 暴れん坊将軍X
    - 第1話「吉宗爆殺!! 都から来た美しき刺客」（2000年）
    - 第4話「隠し子発覚! 陰謀に巻き込まれた女スリ」（2000年） - 吟味方与力
    - 第18話「罠に落ちた女の夢! あの頃の私に戻りたい」（2000年）
    - 第22話「運命のいたずら! 父の仇に恋した女」（2000年） - 番頭

  - 暴れん坊将軍XI
    - 第1話「吉宗 炎の生還!」（2001年7月8日）

  - 暴れん坊将軍 春のスペシャル 「将軍生母襲撃! 一途な恋に生きる女」（2004年3月29日）
  - ドラマスペシャル 暴れん坊将軍（2008年12月29日）
- 風鈴捕物帳 第1話 （1978年、ANB / 東映）
- 土曜ワイド劇場 (ANB)
  - 吸血鬼ドラキュラ神戸に現わる・悪魔は女を美しくする （1979年8月11日、ABC / 東映） - 火葬場職員
  - 旅行けば連続殺人 清水港－秋葉山－荒神山 コミック女流作家と夢見ウッカリ男のお色気1000キロ珍道中 （1988年7月16日、ABC / 東映）
  - 京都茶道家元殺人事件 首つり、カプセル、中継…三重トリックの謎 （1989年10月14日、ABC / 東映） - 滋賀県警松田刑事
- 影の軍団シリーズ （KTV / 東映)
  - 服部半蔵 影の軍団（1980年）
    - 第4話「京の春・お歯黒の罠」
    - 第26話「魔境・呪いの横笛」

  - 影の軍団II 第7話「幻術！さそりの襲撃」（1981年）
  - 影の軍団III 第7話「南から来た女間者」（1982年）
  - 影の軍団IV 第21話「穴の向うの黄金仮面」（1985年）
- 柳生あばれ旅シリーズ （ANB / 東映）
  - 柳生あばれ旅 （1980年 - 1981年）
    - 第1話「天狗の子守唄 -品川-」（1980年10月14日） - 浪人

  - 柳生十兵衛あばれ旅 （1982年 - 1983年）
    - 第1話「風雲渦巻く中仙道」（1982年10月19日） - 南郷三兄弟の長兄
    - 第4話「天狗の弱みは美女だった」（1982年11月9日） - 北条乱波一文字組 小頭 流陣十郎
    - 第10話「くノ一の赤い唇」（1982年12月21日） - 賞金首を狙う浪人
    - 第11話「うたかたの花」（1982年12月28日） - 梵天屋の浪人
    - 第22話「裏切りの忍び文字」（1983年3月15日） - 大垣藩出張陣屋の侍
- 時代劇スペシャル (CX)
  - 大奥悪霊の館〜眠った死霊はよみがえり女の血を呼ぶ恐怖の夜 （1981年9月4日）
  - 忍びの忠臣蔵（1981年12月18日） - 堀部安兵衛
  - 松本清張のかげろう絵図〜大奥美女殺害に渦巻く陰謀の影が （1983年7月22日）
  - 隠密くずれ 変幻くノ一黄金城の秘密 （1983年8月26日）
  - 秘境黄金谷の決闘 （1983年9月9日）
  - くノ一忠臣蔵 （1983年12月8日）
- 源九郎旅日記 葵の暴れん坊（ANB / 東映）
  - 第4話「花の湯の宿 隠れ里」（1982年5月29日）
  - 第14話「なにわ娘の恋十手」（1982年8月14日） - 清蔵
  - 第23話「葵は薩摩の怨敵でごわす!」（1982年10月16日） - 百地
- 必殺シリーズ（ABC / 松竹）
  - 必殺渡し人 第12話「二人がかりで渡します」（1983年） - 佐々木十三
  - 必殺仕事人V 第6話「りつ、減量する」（1985年） -勘太
- 松平右近事件帳 第2話「花の吉原花魁殺し」（1982年、NTV / ユニオン映画）- 大岡
- 赤かぶ検事奮戦記III 第3話「シェパード殺人の女」（1983年1月21日、ABC / 松竹） - 大橋
- 弐十手物語 第5話「やさしい男」（1984年5月17日、CX / 東映）
- 乾いて候 （1984年、CX）
- 長七郎江戸日記 （NTV）
  - 第1シリーズ SP2「長七郎立つ!江戸城の対決」（1984年10月2日）
  - 第2シリーズ 第15話「三途の橋」（1988年5月10日）
- 大奥 第40話「消えた女の伝説」（1984年、KTV / 東映） - 勝又左内
- 12時間超ワイドドラマ (TX)
  - 徳川風雲録 御三家の野望 （1986年1月2日）
  - 風雲江戸城 怒涛の将軍徳川家光 （1987年1月2日）
  - 宮本武蔵 （1990年1月2日）
  - 徳川風雲録 八代将軍吉宗 （2008年1月2日） - 山伏
- 三匹が斬る! （ANB / 東映）
  - 第1シリーズ 第5話「空っ風、可愛い女の恨み文字」（1987年）
  - 第1シリーズ 第11話「大逆転、絹街道の美女と悪い奴」（1988年1月7日）
  - 第1シリーズ 第21話（SP）「さらば三匹、満開の悪の花咲く京の都大路」（1988年3月31日）
- 年末時代劇スペシャル （NTV）
  - 田原坂 （1987年12月30日・31日）
  - 五稜郭 （1988年12月30日・31日） - 安藤太郎
- 影武者徳川家康 第1話「家康、関ヶ原に死す」（1988年、ANB）
- 名奉行 遠山の金さん（ANB / 東映）
  - 第1シリーズ 第10話「お仙が拾った子」（1988年）
  - 第3シリーズ 第7話「謎の千両!二つの顔の真犯人」（1990年） - 役人
  - 第4シリーズ
    - 第2話「金さんの隠し子!?」（1991年） - 黒沢の父
    - 第8話「素浪人 最後の勝負」（1992年） - 源次
    - 第16話「天誅暗殺団を狙う美人芸者」（1992年）

  - 第5シリーズ
    - 第3話「狙われた女盗賊」（1993年） - 用心棒
    - 第13話「覗かれた天女の肌」（1993年） - 浅吉
    - 第25話「罠にはまった盗賊夫婦」（1993年） - 人足
    - 第30話「恐怖!地震があばいた悪の顔」（1993年） - 用心棒

  - 第6シリーズ
    - 第11話「復讐の女絵草子」（1994年） - 堂本
    - 第19話「水晶占いの母と娘」（1994年） - 郷田陣十郎

  - 第7シリーズ 第6話「集団スリ 美しい未亡人裏の顔」（1995年） - 茂十
- お江戸捕物日記 照姫七変化 第7話「三匹の暴走旗本」（1990年、CX / 東映）
- 火曜ミステリー劇場 逃亡者 十年目のめぐり逢い （1991年7月30日、ANB）
- 四匹の用心棒 (4) かかし半兵衛ひとり旅（1992年、ANB / 東映） - 加納新一郎
- 四匹の用心棒 (5) かかし半兵衛無頼旅（1993年、テレビ朝日 / 東映） - 伝兵衛
- 将軍家光忍び旅II 第2シリーズ 第20話「情け無用、鉄火女の熊谷宿」（1993年、ANB）
- 土曜ワイド劇場 山村美紗サスペンス　京都－徳島、平家伝説殺人ツアー （1993年12月25日、ANB）
- 江戸の用心棒 (NTV)
  - 第1シリーズ
    - 第12話「仕官の道の甘い罠」（1994年） - 佐久間
    - 第19話「花の吉原 人斬り魔」（1994年）
    - 第28話「男芸者が命を賭けた!」（1995年）

  - 第2シリーズ 第11話「死体が消えた!」（1996年）
- 金曜エンタテイメント (CX)
  - 山村美紗ミステリー 京都竜の寺殺人事件 （1995年9月22日）
  - 山村美紗サスペンス 京都・呪いの十二単衣殺人事件 （2000年2月4日）
- 東映太秦映画村開村20周年記念「元禄太平記・忠臣蔵討入の助っ人たち」（ANB、1995年10月7日）
- 南町奉行事件帖 怒れ!求馬シリーズ (TBS)
  - 南町奉行事件帖 怒れ!求馬II
    - 第7話「友を斬る!」（1999年）
    - 第16話「鯛だけが知っていた」(2000年）

  - 大江戸を駈ける!
    - 第6話「狙われた休日(浅草)」（2000年）
    - 第14話「危険な好奇心(霊岸島)」（2000年）
- 痛快!三匹のご隠居 第3話「鬼の十手持ち あの娘の目を治したい!」（1999年11月4日、EX）
- 隠密奉行朝比奈 第2シリーズ 第9話「長崎平戸 森に潜む魔神」（1999年、CX）-役人
- 熱血!周作がゆく 第4話「女郎殺し! 涙の遠山桜」（2000年11月9日、ANB）
- 八丁堀の七人シリーズ (EX)
  - 第1シリーズ 第5話 （2000年）
  - 第3シリーズ 第8話 （2002年）
  - 第4シリーズ 第6話・第10話 （2003年）
  - 第5シリーズ 第2話・第8話 （2004年）
  - 第6シリーズ 第1話・第10話 （2005年）
  - 第7シリーズ 第6話 （2006年2月20日）
- 旗本退屈男 第10話「南国の対決」（2001年、CX）
- 剣客商売 第4シリーズ 第3話「ぶんたろの命」（2003年、CX / 松竹） - 芝の治助
- 大奥 第6話「嵐の予感〜あの女が帰って来る〜」（2003年7月8日、CX）
- 新・京都迷宮案内シリーズ （EX / 東映）
  - 第5シリーズ 第4話「泥棒の息子と呼ばれた男」（2003年1月30日）
  - 第7シリーズ 最終話「いつも誰かに見られている!」（2004年7月26日） - 商工会会長
  - 第8シリーズ 第5話「高すぎた茶碗!骨董品サギの秘密」（2006年2月9日）
  - 第9シリーズ 第6話「出来すぎた証言!逃げた泥棒の謎」（2007年2月15日） - みやこ防犯パトロール隊
- その男、副署長〜京都河原町署事件ファイル〜 第1シリーズ 第6話「京都殺人バスツアー…三年坂伝説の罠!!」（2007年05月31日、EX） - 検視官
- 大奥 第一章 (CX)
  - 第5話「囚われた尼君」（2004年11月4日）
  - 第6話「覚悟の夜」（2004年11月11日）
  - 第9話「非業の死」（2004年12月2日）
  - 第10話「許されざる生命」（2004年12月9日）
  - 第11話「命果つるとも」（2004年12月16日）
- はんなり菊太郎2〜京・公事宿事件帳〜 第6話 （2004年、NHK）
- 新春ワイド時代劇 娯楽戦国絵巻決定版 国盗り物語 （2005年1月2日、TX）
- 木曜ミステリー おみやさん（EX）
  - 第4シリーズ 第3話「消えた遺書が招く連続変死!!家族に捨てられた父」（2005年5月5日）
  - 第7シリーズ 第2話「物置小屋を守る夫婦 死者からの脅迫!京都嵯峨野盗まれた妻の秘密!!」（2010年4月22日） - 材木屋
  - 第8シリーズ 最終回スペシャル「38年目に動き出した未解決事件!亡き妻に捧げる愛憎の果てに…私を殺してと叫んだ女」（2011年6月23日） - 上川忠志
  - 新・おみやさん 第1話「VS.京都地検の女!20年後に動き出した二重誘拐トリック!!」（2012年4月12日） - 藤
- 八州廻り桑山十兵衛〜捕物控ぶらり旅 第1話「関八州の悪党たちよ! 刃向かう者は斬捨て御免!!」（2007年5月1日、EX）
- 刺客請負人 第1シリーズ 第1話「その浪人凄腕につき松葉刑部登場〜孤臣〜殺しの的は大名の姫」（2007年7月20日、TX）
- 素浪人 月影兵庫 第8話「チャンバラに愛をこめて!!さらば皆の衆」（2007年9月11日、EX）
- お江戸吉原事件帖 第3話「女の誠・主さま命」（2007年11月9日、TX）
- 科捜研の女シリーズ（EX）
  - 新・科捜研の女
    - 第1シリーズ 最終話「まさかの検死ミス!もうひとりのマリコの完全犯罪」（2004年） - 戸根貝進一
    - 第4シリーズ 第3話「科学捜査VS心理捜査! 第三の犯行の秘密!!」（2008年5月8日）
    - 第9シリーズ 第6話「骨董品殺人!京都〜東京､不在証明の罠」（2009年） - 藤木徳太郎
    - 第10シリーズ 最終回スペシャル（2010年9月16日）
    - 第19シリーズ 第13話「お茶の達人」（2019年）
- 金曜プレステージ 木枯し紋次郎（2009年5月1日、CX）
- 落日燃ゆ （2009年、EX / 東映） - 永田鉄山
- 断絶（2009年、EX / 東映）
- 京都地検の女 第6シリーズ 第7話（2010年11月25日、EX / 東映） - 深沢実
- 2夜連続 松本清張スペシャル 球形の荒野（2010年11月26日・27日、CX）- 相談役
- サスペンス特別企画 SP〜警視庁警護課（2011年10月8日、EX） - 石鍋代議士
- 逃亡者 おりん2（2012年、TX / C.A.L） - 水谷守正
- 月曜ゴールデン 狩矢警部シリーズ12 京都香道殺人事件 （2012年11月19日、TBS） - 本間良一郎
- 女信長（2013年4月5日・4月6日、CX / 東映）
- 木曜時代劇 ぼんくら 第2話「烏を連れた差配人」（2014年、NHK）
- 信長のシェフ 第2シリーズ 第5話（2014年、EX / 東映）
- 水曜ミステリー9（TX＝BSテレ東）
  - 刑事の十字架（2014年5月7日） - 東野征夫
  - さすらい署長 風間昭平・12「阿波おへんろ殺人事件」（2015年11月11日） - 建設会社社長
- ドラマスペシャル 名探偵キャサリン（2015年9月5日、EX / ユニオン映画）
- 大岡越前3 第5話（2016年2月12日、NHK BSプレミアム / C.A.L） - 上総屋宗右ヱ門
- 金曜プレミアム 松本清張スペシャル かげろう絵図（2016年4月8日、CX / 東映）
- 木曜ミステリー 遺留捜査 第5シリーズ 第6話「5億円遺産争い!!お取り寄せの石と疑惑の鬼嫁の正体」（2018年、EX） - 鴻上利之
- 木曜ミステリースペシャル ドクター彦次郎・4（2019年、EX） - 入院患者
- 無用庵隠居修行シリーズ（BS朝日 / 松竹）
  - 無用庵隠居修行・3（2019年9月13日）
  - 無用庵隠居修行・4（2020年9月22日）
  - 無用庵隠居修行・6（2022年9月20日） - 門番
  - 無用庵隠居修行・8（2024年9月23日） - 団子屋の親爺

### バラエティ
- ドキュメンタリー映像03「1万回死んだ男〜刹那に懸ける斬られ役」（2002年12月8日、MBS）
- ゼッタイジャルっ! (2010年、関西テレビ）－ドッキリ仕掛け人として出演

### CM
- 神戸電子専門学校 - トノサマバッタ編

### その他
- 大岡越前のお年寄りの交通安全（2000年、東映教育映像部ビデオ） - 虎五郎 ※ノンクレジット
- 鞍馬天狗のお年寄りの交通安全（2002年、東映教育映像部ビデオ）